# エイジ・オブ・アクアリウス
『エイジ・オブ・アクアリウス』(Age of Aquarius)は、フィンランドのヘヴィメタルバンド、レヴォリューション・ルネッサンスが2009年に発売したアルバム。

## 収録曲
1. エイジ・オブ・アクアリウス - Age of Aquarius
2. シンズ・オブ・マイ・ビラヴド - Sins of My Beloved
3. イクシオンズ・ホイール - Ixion's Wheel
4. ビハインド・ザ・マスク - Behind The Mask
5. ゴースト・オブ・フォールン・グレイス - Ghost of Fallen Grace
6. ハート・オブ・オール - Heart of All
7. ソー・シー・ウェアーズ・ブラック - So She Wears Black
8. 主よ、憐れみたまえ - Kyrie Eleison
9. イントゥ・ザ・フューチャー - Into the Future
10. ソー・シー・ウェアーズ・ブラック〔ギター・ミックス〕 - So She Wears Black (Guitar Mix) ※

※日本盤ボーナス・トラック 

## 参加ミュージシャン
- Timo Tolkki - guitar
- Gus Monsanto - vocals
- Justin Biggs - bass
- Bruno Agra - drums
- Mike Khalilov - keyboards